# Старт (радиоконструктор)

Радиоконструктор «Старт. Источник питания ИП-1» в собранном виде.

«Старт» — серия советских радиоконструкторов, выпускавшихся с 1970 года рядом предприятий. Большинство моделей этих конструкторов, за небольшим рядом исключений, производил Каменец-Подольский завод «Электроприбор» (их можно отличить по коробке с красной либо оранжевой наклейкой, на которой изображён стереокомплекс с катушечным магнитофоном). Первый набор серии номера модели не имеет, а всем остальным, за некоторыми исключениями, присвоены четырёхзначные номера, начинающиеся в основном с цифры 7, но есть и начинающиеся с цифр 1 и 2. Основная тематика радиоконструкторов — звукотехника, цветомузыка, цифровая техника, источники питания, несложная автоматика.
В комплект большинства радиоконструкторов серии входят радиоэлементы, плата и руководство по эксплуатации. Корпус и силовой трансформатор требуется приобретать или изготавливать отдельно (это сделано для снижения стоимости набора). Имеются в серии, впрочем, и полностью укомплектованные наборы.
Конструкции, изготовленные из наборов серии «Старт», при грамотной и качественной сборке отличаются высокой надёжностью, среди них есть немало сохранившихся до наших дней в рабочем состоянии.

## Модели

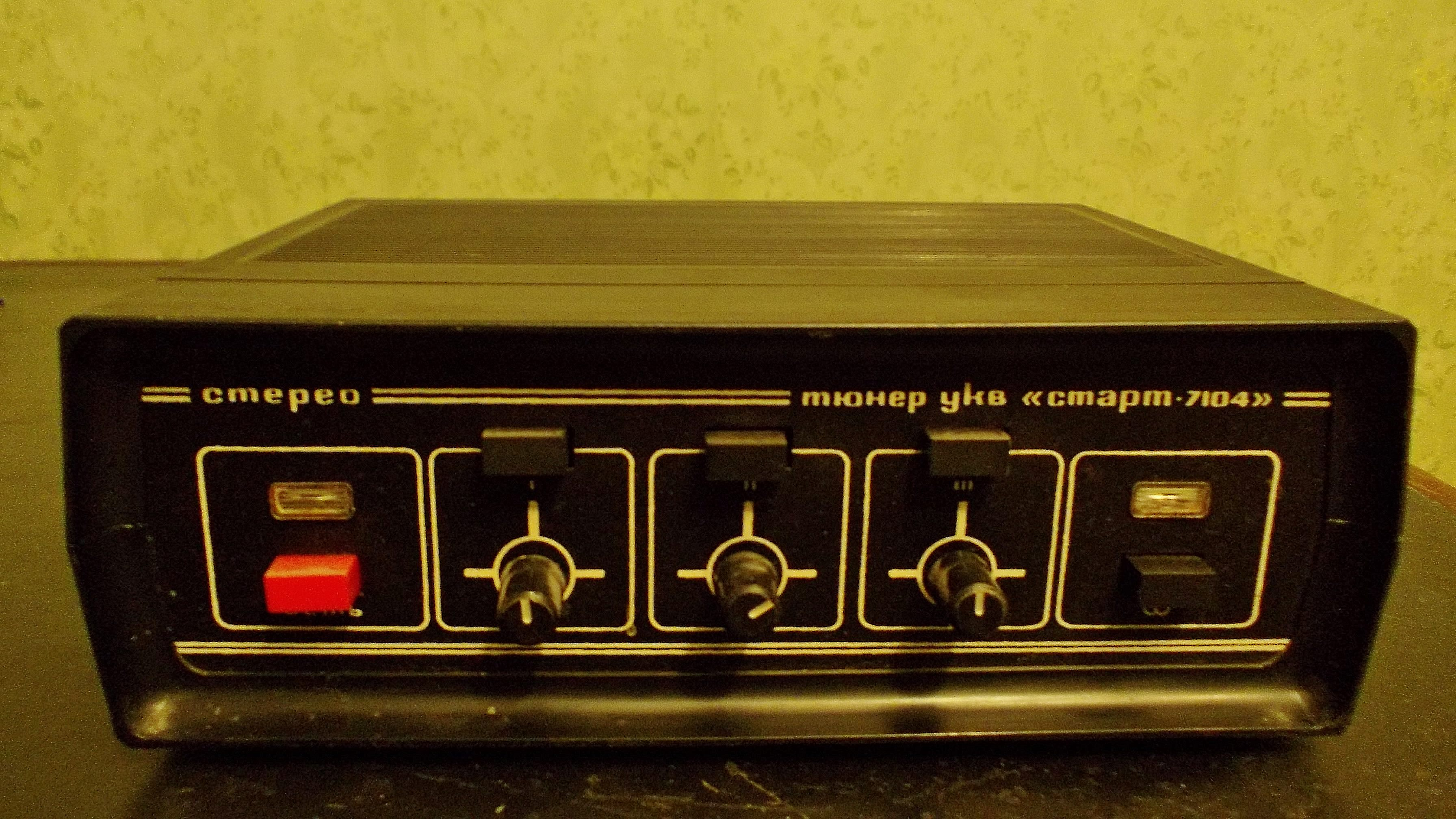
Стереофонический тюнер УКВ Старт-7104.

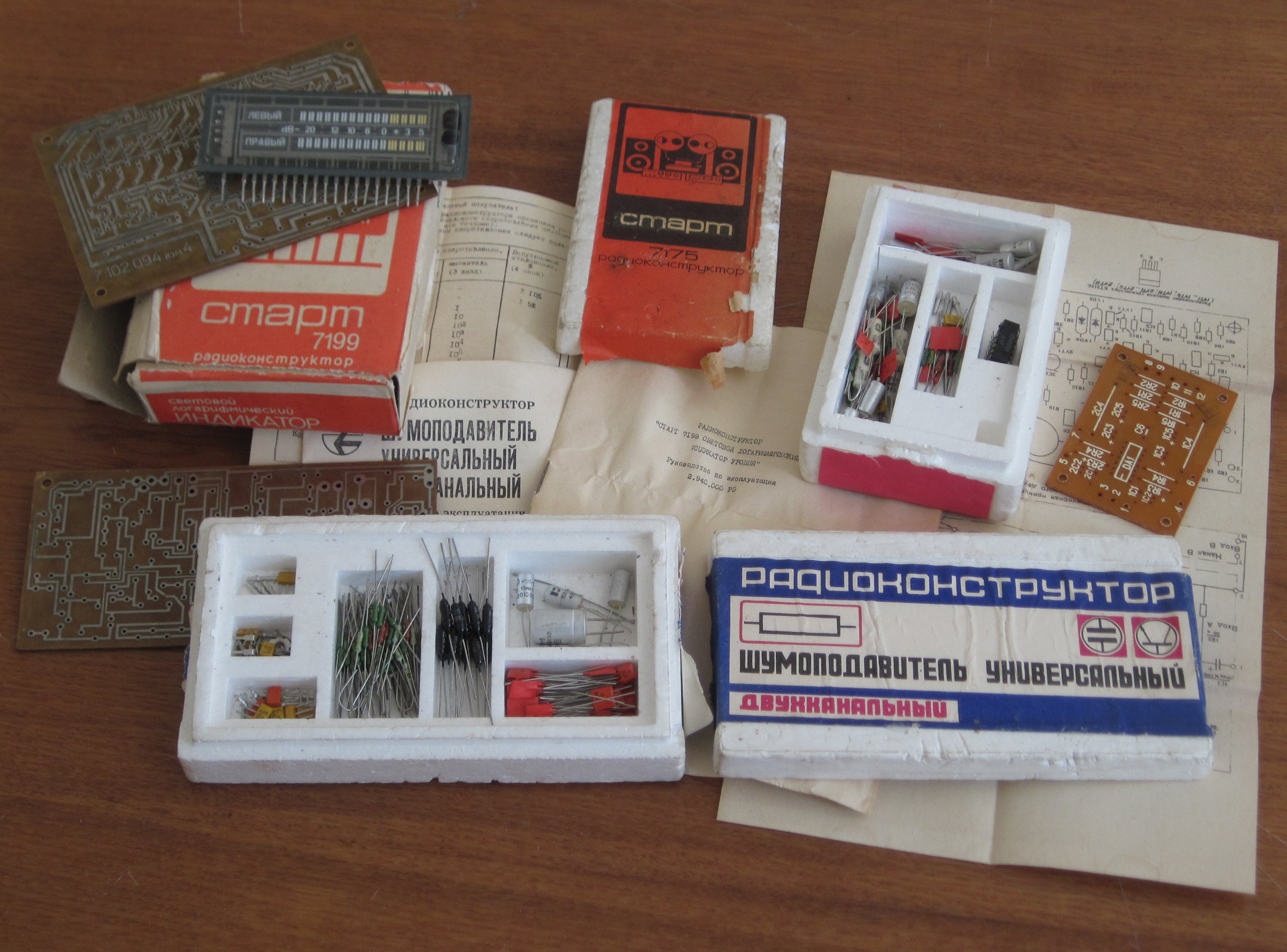
Наборы производства Каменец-Подольского «Электроприбора»

Ниже перечислены известные модели радиоконструкторов серии «Старт»:
- Без номера (1970) — набор для сборки множества конструкций (аналогично электроконструктору, но с использованием радиодеталей);
- Старт 0061 (1993?) — устройство светодинамическое.  Выпускался предположительно с 1993 года Каневским заводом "Магнит".
- Старт 1200 (?) — микро-ЭВМ «ВЕКТОР»;
- Старт 1202 (1978) — тонарм;
- Старт 2043 (1992) - усилитель-корректор с рокот-фильтром
- Старт 2101 (1979) — предварительный усилитель
- Старт 2102 (1979) — УМЗЧ
- Старт 2103 (1981) — УМЗЧ на 20 Вт;
- Старт 2600 (1979) — преобразователь квадро
- Старт 7103 (1984) - эквалайзер (на КР544УД 1Б), без корпуса эквалайзера.
- Старт 7104 (1986) стереофонический тюнер УКВ с тремя фиксированными настройками, с блоком питания.
- Старт 7105 (1986) — УКВ-тюнер монофонический с блоком питания;
- Старт 7106 (1986) — УКВ-тюнер стереофонический;
- Старт 7107 (1986) — УКВ-тюнер монофонический;
- Старт 7173 (1984) — УНЧ предварительный[1];
- Старт 7174 (1984) — индикатор уровня на светодиодах, 4 позиции[2];
- Старт 7175 (1984) — усилитель воспроизведения для стереомагнитофона[1];
- Старт 7176 (1985) — часы на ИМС К145ИК1901 с БП, но без корпуса и будильника[3];
- Старт 7198 (1985) — динамические стереофонические головные телефоны «Солинг»;
- Старт 7199 (1985) — двухканальный индикатор уровня на ВЛИ (аналогичный имеющимся во многих стационарных магнитофонах)[4];
- Старт 7213 (1985) — резистор дискретный (эмулятор переменного сопротивления), состоящий из галетного переключателя и набора постоянных резисторов. Предназначен для использования в составе высококачественной аппаратуры, где нежелателен шорох, возникающий в классических переменных сопротивлениях;
- Старт 7216 (1987) — имитатор голоса птицы[5];
- Старт 7217 (1987) — генератор стирания и подмагничивания[6];
- Старт 7218 (1988) — функциональный генератор[6];
- Старт 7219 (1988) — нестабилизированный БП для питания УМЗЧ (±25 В, 1,3 А и ±17 В, 0,1 А)[6];
- Старт 7223 — цветомузыкальная установка;
- Старт 7225 (1990) — светодинамическая установка типа «бегущие огни» на 6 каналов;
- Старт 7229 — радиоприёмник «Киев-4»;
- Старт 7231 — часы на ИМС К145ИК1901, в отличие от модели 7176, укомплектованные корпусом и оборудованные будильником;
- Старт 7235 — двухблочный (предварительный усилитель с четырёхполосным регулятором тембра и усилитель мощности 2*12 Вт) стереофонический усилитель ЗЧ;
- Старт 7239 (1988) — устройство защиты громкоговорителя[6];
- Старт 7240 (1989) — УМЗЧ на двух ИМС К174УН7[6];
- Старт 7245 (1989) — «микроконтроллер программируемый» — по нынешней классификации является не микроконтроллером, а набором из трёх плат, в состав которых входят клавиатура, преобразователь напряжения, собственно микроконтроллер КРИК19Н01 и силовые ключи[7];
- Старт 7250 — микропроцессорная игра серии «Электроника». Конструктор укомплектован корпусом, полностью собранной платой и двумя индикаторами с сюжетами игр «Квака-задавака» (ИМ-33) и «Кот-рыболов» (ИМ-32);
- Старт 7252 (1990) — переговорное устройство;
- Старт. УНЧ 20 Вт оконечный — усилитель мощности звуковой частоты, рассчитанный на работу с внешним предусилителем;
- Старт Усилитель мощности звуковой частоты 50 ватт (УМЗЧ-50) (1992)
- Старт Эквалайзер " Э-20 стерео" (в комплекте с корпусом эквалайзера)
- Старт (Звёздный) — магнитофон-проигрыватель;
- Старт. Источник питания ИП-1 — лабораторный стабилизированный источник питания на два напряжения (одно однополярное и одно двуполярное), корпус и трансформатор входят в комплект;
- Старт. Частотомер цифровой ЧЦ-1 — частотомер с индикатором АЛС318, рассчитан на питание от источника, собранного из предыдущего набора;
- Старт. Телевизор «Карпаты» (1989) — телевизор-видеомонитор; не путать с ламповыми телевизорами «Старт».
- Старт. Генератор сигналов звуковой частоты ГЗЧ-1 - генератор синусоидальных сигналов низкой частоты[8].

Существование не подтверждено
Ниже перечислены модели радиоконструкторов серии «Старт», существование которых не подтверждено, но которые упомянуты в руководстве по эксплуатации набора «Старт. Источник питания ИП-1»:
- Старт. Преобразователь напряжение-частота ПНЧ-1;
- Старт. Измеритель RLC И-1;
- Старт. Источник питания с логическим пробником ИП-2.

## Меры безопасности
В ходе сборки радиоконструкторов, а также налаживания и эксплуатации собранных из них конструкций необходимо соблюдать обычные меры безопасности при работе с электроустановками напряжением до 1000 В. В телевизоре «Карпаты» также имеются цепи с напряжениями до 14 киловольт.

## Интересные факты
- В упаковочную тару некоторых конструкторов серии, помимо руководств по эксплуатации, вложены небольшие, размером чуть крупнее почтовой марки, бумажные прямоугольники, на которых отпечатана машинописным шрифтом фраза «Занятие детей техническим творчеством отвлечёт их от игры с огнём».[источник не указан 1648 дней]
- Радиоконструкторы «Юниор-1» и «Юниор-2» представляют собой, по сути, модернизированные варианты радиоконструктора «Старт-7240», отличающиеся от него лишь наличием в комплекте поставки корпусов и акустических систем. Блоками питания либо деталями для его изготовления оба набора, аналогично оригиналу, не укомплектованы.[источник не указан 1648 дней]